# Каттани, Джакомо
Джакомо Каттани (итал. Giacomo Cattani; 13 января 1823, Бризигелла, Папская область — 14 февраля 1887, Равенна, королевство Италия) — итальянский куриальный кардинал и папский дипломат.  Апостольский интернунций в Нидерландах со 2 мая 1866 — 13 марта 1868. Апостольский нунций в Бельгии с 13 марта 1868 по 27 апреля 1875. Титулярный архиепископ Анкиры с 16 марта 1868 по 19 сентября 1879. Секретарь Священной Конгрегации Собора с 27 апреля 1875 по 20 февраля 1877. Апостольский нунций в Испании с 20 февраля 1877 по 19 сентября 1879. Архиепископ Равенны с 22 сентября 1879 по 14 февраля 1887. Кардинал-священник с 19 сентября 1879, с титулом церкви Санта-Бальбина с 27 февраля 1880.